# Bobby Duncum (wrestler 1944)
Bobby Edward Duncum, detto senior (Austin, 14 agosto 1944), è un ex wrestler ed ex giocatore di football americano statunitense, noto per i suoi trascorsi nelle federazioni World Wide Wrestling Federation, National Wrestling Alliance e American Wrestling Association dalla fine degli anni sessanta alla metà degli anni ottanta. È il padre del wrestler professionista Bobby Duncum Jr., deceduto nel 2000.

## Carriera nel wrestling
Il suo personaggio nel wrestling era quello del cowboy "malvagio" ed ebbe come avversari alcuni dei maggiori face dell'epoca, come Bob Backlund e Bruno Sammartino in WWWF/WWF. Nella AWA, insieme a Nick Bockwinkel, Ray Stevens e Blackjack Lanza, fu uno dei membri della celebre stable The Heenan Family, capeggiata da Bobby Heenan. La sua catch phrase durante le interviste era «You unnastan?» ("you understand?"). L'ultimo match che disputò si svolse il 16 novembre 1986, a Clarksburg, West Virginia, dove in coppia con Lord Zoltan sconfisse Troy Orndorff & Kurt Kaufman.

## Titoli e riconoscimenti
- American Wrestling Association
  - AWA World Tag Team Championship (1) - con Blackjack Lanza
- Championship Wrestling from Florida
  - NWA Brass Knuckles Championship (Florida version) (2)
  - NWA Florida Global Tag Team Championship (1) - con Angelo Mosca
  - NWA Florida Tag Team Championship (3) - con Dick Murdoch (1), Don Jardine (1) e Killer Karl Kox (1)
  - NWA Florida Television Championship (1)
  - NWA Southern Heavyweight Championship (Florida version) (1)
  - NWA United States Tag Team Championship (Florida version) (1) - con Killer Karl Kox
- Mid-Atlantic Championship Wrestling
  - NWA Brass Knuckles Championship (Mid-Atlantic version) (1)
- Mid-South Sports / Georgia Championship Wrestling
  - NWA Columbus Heavyweight Championship (1)
  - NWA Georgia Tag Team Championship (1) - con Stan Vachon
  - NWA Macon Heavyweight Championship (1)
  - NWA Southeastern Heavyweight Championship (Georgia version) (1)
- NWA Big Time Wrestling
  - NWA Texas Tag Team Championship (1) - con Chris Colt
- Western States Sports
  - NWA Brass Knuckles Championship (Amarillo version) (1)
  - NWA Western States Tag Team Championship (2) - con Woody Farmer (1) e Dick Murdoch (1)